# نوار ناوبری

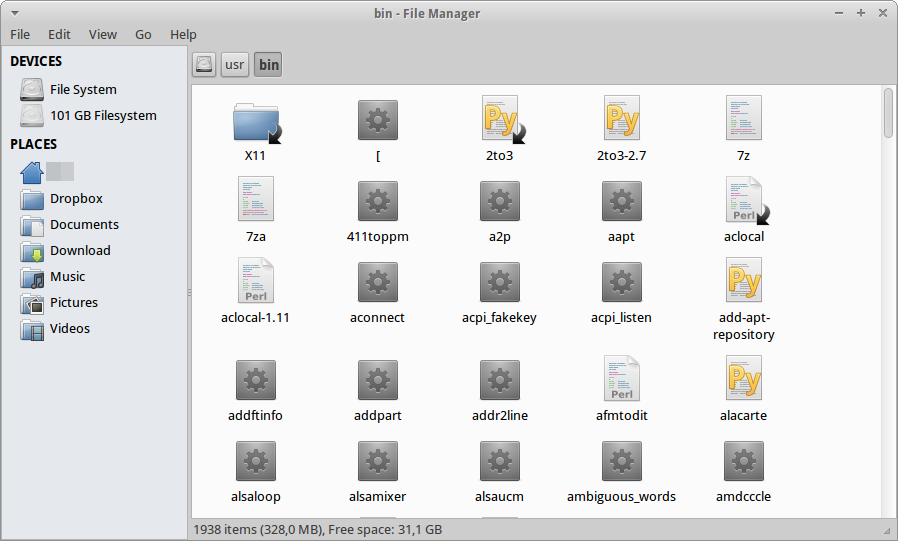
نوار ناوبری یا نوار ناوش

نوار ناوبری یا نوار ناوش (به انگلیسی: navigation bar) قسمتی از یک وبگاه یا صفحهٔ برخط است که هدفش کمک به بازدیدکنندگان برای گشت و گذار راحت‌تر در سند برخط می‌باشد. معمولاً صفحات وب دارای یک نوار ناوبری اصلی و یک نوار ناوبری فرعی در تمامی صفحات سند وب می‌باشند. این نوارها حاوی پیوند به مهم‌ترین قسمت‌های وبگاه‌اند. پیاده‌سازی و طراحی نوارهای ناوبری امری مهم در طراحی وب و کاربردپذیری وب می‌باشند.